# 6312 Robheinlein
6312 Robheinlein è un asteroide della fascia principale. Scoperto nel 1990, presenta un'orbita caratterizzata da un semiasse maggiore pari a 2,1836378 UA e da un'eccentricità di 0,0704231, inclinata di 4,11184° rispetto all'eclittica.